# 황표정사
황표정사(黃標政事)는 의정부 대신들이 낙점한 사람의 이름에 누런 종이 쪽지(황표)를 붙이면 임금이 그대로 임명하는 인사제도로, 조선 단종이 어려 정사를 제대로 살피지 못할까 염려한 문종의 유지를 김종서, 황보인이 받들어 시행하였다. 본디 이조의 영역이었던 인사를 의정부가 침범하게 되면서 삼정승의 권력이 비대해지는 결과를 낳았다. 결국 왕위 욕심이 있던 수양대군이 일개 신하에게 왕이 휘둘리는 것을 보고 격분하여 계유정난을 일으키고 만다. 사관 이승소는 이를 두고 "군주는 그 손을 요동하지도 못하였고, 백관들은 명을 받을 겨를도 없이 턱으로 가리키고 눈치로 시켜도 감히 누가 무어라 하지 못하였으며 사람들이 정부가 있는 줄은 알아도 군주가 있는 줄은 모른 지가 오래였다."라고 묘사했다.